# Ивакино (Ростовский район)
Ивакино — село Ростовского района Ярославской области, входит в состав сельского поселения Ишня.

## География
Расположено в 10 км на запад от посёлка Ишня и в 14 км на запад от Ростова.

## История
Сельская каменная одноглавая, в связи с колокольнею, церковь во имя св. Николая и Казанской Пресвятой Богородицы построена в 1798 году усердием княжны Марией Андреевной Шаховской.
В конце XIX — начале XX село входило в состав Шулецкой волости Ростовского уезда Ярославской губернии.
С 1929 года село входило в состав Шулецкого сельсовета Ростовского района, с 1954 года — в составе Шугорского сельсовета, с 2005 года — в составе сельского поселения Ишня.

## Население
| 1859 | 1914 | 2007 | 2010 |
| ---- | ---- | ---- | ---- |
| 452  | ↗530 | ↘6   | ↗8   |

### Известные жители
- Григорий (1843—1928) — обновленческий архиепископ Пензенский и Саранский.

## Достопримечательности
В селе расположена недействующая Церковь Николая Чудотворца (1798).